# Lew Sinowjewitsch Kopelew

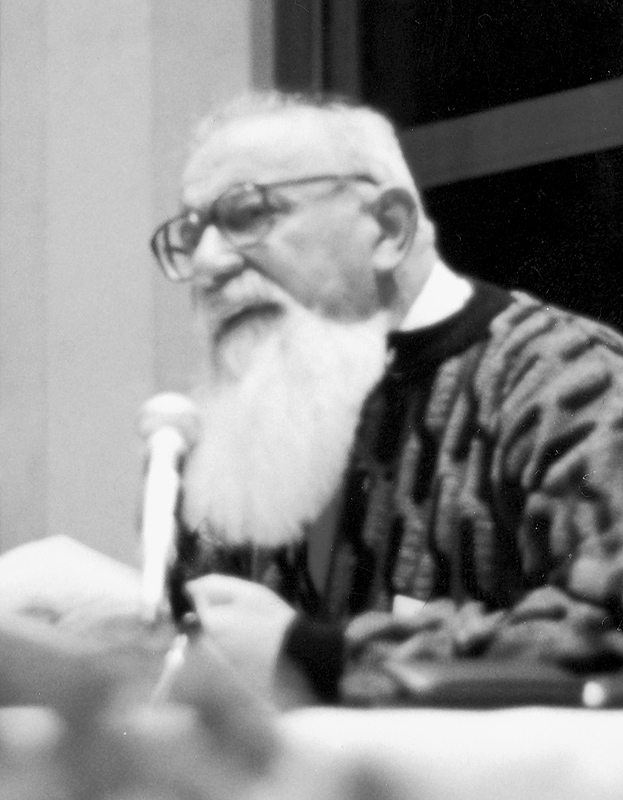
Lew Kopelew in den 1980er Jahren bei einer Lesung in Bad Münstereifel

Lew Sinowjewitsch Kopelew (russisch Лев Зиновьевич Копелев, wiss. Transliteration Lev Zinov'evič Kopelev; * 27. Märzjul. / 9. April 1912greg. in Borodjanka, Gouvernement Kiew; † 18. Juni 1997 in Köln) war ein sowjetischer und  russischer Germanist, Schriftsteller und Humanist.

## Leben

### Jugend und Ausbildung
Lew Kopelew wurde 1912 in Borodjanka als Sohn eines jüdischen Agronomen geboren. Schon früh war er mit der deutschen Sprache vertraut, die während seiner Kindheit oft in seiner Umgebung gesprochen wurde; die Familie hatte deutsche Kindermädchen, und die erste Liebe war die Tochter einer deutschen Familie.
Er begann nach der Grundschule eine Lehre als Elektriker, wegen trotzkistischer Verbindungen musste er sie abbrechen und wurde kurz inhaftiert. Zur Bewährung wurde Kopelew anschließend als Lehrer an einer Schule für Erwachsene eingesetzt. Als Komsomol-Aktivist nahm er im Rahmen des Holodomor an Expeditionen in ukrainische Dörfer teil, um den hungernden Bauern das letzte Saatgut und Futtergetreide abzupressen – was für diese Bauern faktisch einem Todesurteil durch Verhungern gleichkam. Seine Rolle als Mittäter im brutalen bolschewistischen Kampf um Vorherrschaft in dieser Periode hat er in seiner Autobiographie Und schuf mir einen Götzen kritisch dargestellt.
Er studierte von 1933 bis 1938 Germanistik, Geschichte und Philosophie. Nach seiner Promotion arbeitete er als Dozent.
In seiner Jugend war er begeisterter Kommunist. Um wegen jugendlicher „Verfehlungen“ nicht als Abweichler Opfer der stalinistischen Säuberungen zu werden, bemühte er sich, seine kommunistische Treue durch einen gewissen Übereifer zu beweisen.

### Zweiter Weltkrieg
Nach dem deutschen Überfall auf die Sowjetunion meldete sich Kopelew 1941 als Freiwilliger zur Roten Armee, in der er wegen seiner guten Deutschkenntnisse „Instrukteur für Aufklärungsarbeit im Feindesheer“ wurde. Später wurde er in einer Propagandaabteilung eingesetzt und arbeitete mit Angehörigen des Nationalkomitees Freies Deutschland (NKFD) zusammen, um Soldaten der deutschen Wehrmacht zum Überlaufen auf die sowjetische Seite zu bewegen. Er nahm an verschiedenen Schlachten des Krieges teil, unter anderem an der Schlacht um Moskau oder der sowjetischen Sommeroffensive 1944. Seit 1943 war er Kandidat der Kommunistischen Partei. Während des Einmarsches der Roten Armee in Deutschland im Januar 1945 wurde er Zeuge zahlreicher Gräueltaten gegen die Zivilbevölkerung Ostpreußens, die ihn zutiefst erschütterten und ein starkes Gefühl der Scham in ihm auslösten. Mit seinen Versuchen, die unfaire Behandlung von NKFD-Angehörigen sowie weitere Gräueltaten zu verhindern, erntete er nur Unverständnis und Feindseligkeit bei seinen Kameraden und Vorgesetzten und wurde deshalb beim Militärnachrichtendienst SMERSCH angezeigt. Sein Kandidatenstatus bei der Partei wurde beendet. Wegen „Propagierung des bürgerlichen Humanismus, Mitleid mit dem Feind und Untergrabung der politisch-moralischen Haltung der Truppe“ wurde er zu zehn Jahren Lagerhaft verurteilt. Es gelang ihm zunächst, die Vorwürfe gegen sich zu entkräften, sodass er nach der Untersuchungshaft noch einmal für wenige Monate in Freiheit lebte. Nach Ablauf dieser Frist wurde er erneut verhaftet und ein weiteres Mal zu Lagerhaft verurteilt. Dieses Mal wurde er tatsächlich in ein Arbeitslager des GULag geschickt.

### Straflager
In einem Straflager für Wissenschaftler und Ingenieure, dem Spezialgefängnis Nr. 16 in Marfino bei Moskau („Marfinskaya Scharaschka“), lernte Kopelew unter anderem Alexander Solschenizyn kennen. In Solschenizyns Buch Der erste Kreis der Hölle tritt er als Lew Rubin auf. Die schreckliche Erfahrung des Straflagers erschütterte seine kommunistischen Ideale jedoch nicht so sehr, dass er sich vom Kommunismus grundsätzlich abgewandt hätte. Im Jahre 1954, ein Jahr nach Stalins Tod, kam er schließlich frei.

### Werdegang eines Dissidenten
Nach seiner Freilassung begann er wieder zu schreiben. Bald lernte er seine zweite Frau Raissa Orlowa kennen; im Jahre 1956 heirateten sie. Lew Kopelew wurde rehabilitiert und konnte als Literaturwissenschaftler und Germanist arbeiten und veröffentlichen. Kopelew bekam eine Stelle als Dozent für internationale Pressegeschichte. Er arbeitete von 1961 bis 1968 am Moskauer Institut für Kunstgeschichte, verfasste eine Bertolt-Brecht-Biografie und eine Geschichte der deutschsprachigen Theaterwissenschaft.
Ab Mitte der sechziger Jahre setzte er sich zunehmend für Andersdenkende wie Andrei Sacharow und Alexander Solschenizyn sowie für den Prager Frühling ein. Hierdurch geriet er in immer stärkere Opposition zu dem sich wieder verhärtenden Regime. Er verlor den Glauben an den Kommunismus und wurde, als er gegen den Einmarsch anderer kommunistischer Länder in die Tschechoslowakei und die brutale Zerschlagung aller Reformerfolge protestierte, mit Parteiausschluss, Schreibverbot und dem Verlust seiner Stelle am Institut für Kunstgeschichte bestraft. Damit endeten für ihn die letzten Hoffnungen, die er in den Kommunismus gesetzt hatte.

### Prominenter Dissident
Die Wohnung des Ehepaars Kopelew-Orlowa in Moskau entwickelte sich schnell zu einem Anlaufpunkt von Dissidenten und Auslands-Korrespondenten, unter ihnen Fritz Pleitgen und Klaus Bednarz. In dieser Zeit intensivierte sich sein Austausch mit Heinrich Böll, dem er schon in den 1960er Jahren begegnet war und mit dem ihn eine tiefe Freundschaft verband. Das enge Verhältnis zu Böll sollte später sein Leben noch entscheidend prägen.

### Exil
Kopelew war zwar daran interessiert, ins Ausland zu reisen, aber er fürchtete die Gefahr der Ausbürgerung und wollte nicht ins Exil gehen. Eine Einladung von Böll und Marion Gräfin Dönhoff zu einer Studienreise nach Deutschland erfolgte 1980. Nachdem Kopelew sich zu Anfang dieses Jahres mit anderen Intellektuellen für Andrei Sacharow eingesetzt hatte, wurde ihm und seiner Frau überraschend im Oktober die Genehmigung zur Ausreise erteilt. Mitte November traf das Ehepaar in Köln ein. Der Genehmigung war ein langes diplomatisches Ringen um eine Rückkehr-Garantie vorausgegangen.
Anfang 1981 wurde das Ehepaar jedoch ausgebürgert. Nach einer Reise in die USA ließen sich Kopelew und seine Frau Raissa Orlowa in Köln nieder, Kopelew wurde kurz danach deutscher Staatsbürger. Über die Schwierigkeiten, sich in Deutschland einzugewöhnen, berichtete Orlowa in einem Buch.

### Humanist und Weltbürger
In Deutschland setzte sich Kopelew nachdrücklich für eine Aussöhnung zwischen Russen und Deutschen ein und arbeitete in einem wissenschaftlichen Projekt über das Deutschlandbild der Russen und das Russlandbild der Deutschen, um durch gegenseitiges Verstehen die alten Verbindungen zwischen beiden Völkern freizulegen und neue zu schaffen und zugleich die durch Propaganda und ideologische Auseinandersetzungen geschaffenen Feindbilder abzubauen.
In dieser Zeit wirkte er intensiv als Autor, Referent, Interview- und Gesprächspartner, machte auf Menschenrechtsverletzungen aufmerksam und intervenierte, wo es galt, für Völkerverständigung und gegenseitigen Respekt zu werben.
Nach der Verhängung des Kriegsrechts über Polen am 13. Dezember 1981 wurde seine Kölner Wohnung zum Anlaufpunkt für Menschenrechtler aus Polen. Kopelew sprach sehr gut Polnisch, er las regelmäßig die in Paris erscheinende Exilzeitschrift Kultura. Nach der politischen Wende von 1989/90 nahm er an Konferenzen des KARTA-Zentrums in Warschau teil, das sich, ähnlich wie die Moskauer Gruppe Memorial, der Aufarbeitung der von der kommunistischen Zensur verschwiegenen oder entstellten Geschichte verschrieben hatte.
Kopelew initiierte ein Forschungsprojekt zur Geschichte der gegenseitigen deutsch-russischen Wahrnehmung von den Anfängen bis zum 20. Jahrhundert an der Bergischen Universität Wuppertal. Die Ergebnisse sind in insgesamt zehn Bänden unter dem Titel West-Östliche Spiegelungen dokumentiert.

### Noch einmal Moskau
Aufgrund der Perestroika Gorbatschows erhielt Kopelew 1989 die Erlaubnis, seine Heimatstadt Moskau anlässlich seines 77. Geburtstags zu besuchen. 1990 konnte er Russland ein zweites Mal besuchen. Er reiste durch das Land und traf Freunde, doch das Land war ihm inzwischen fremd geworden. Da seine Frau Raissa 1989 gestorben war, ging er schließlich wieder nach Köln zurück, um dort seine Arbeit zur Versöhnung der Völker fortzusetzen.
Am 18. Juni 1997 starb Lew Kopelew in Köln. Der Sprach- und Literaturwissenschaftler Karl-Heinz Korn (1953–2019), Lew Kopelews engster Mitarbeiter und Vertrauter, überführte seine Urne nach Moskau, wo Kopelew unter großer Anteilnahme seiner russischen Freunde und Kollegen sowie der Deutschen Botschaft auf dem Donskoi-Friedhof neben seiner Frau Raissa Orlowa beigesetzt wurde.

## Nachwirken

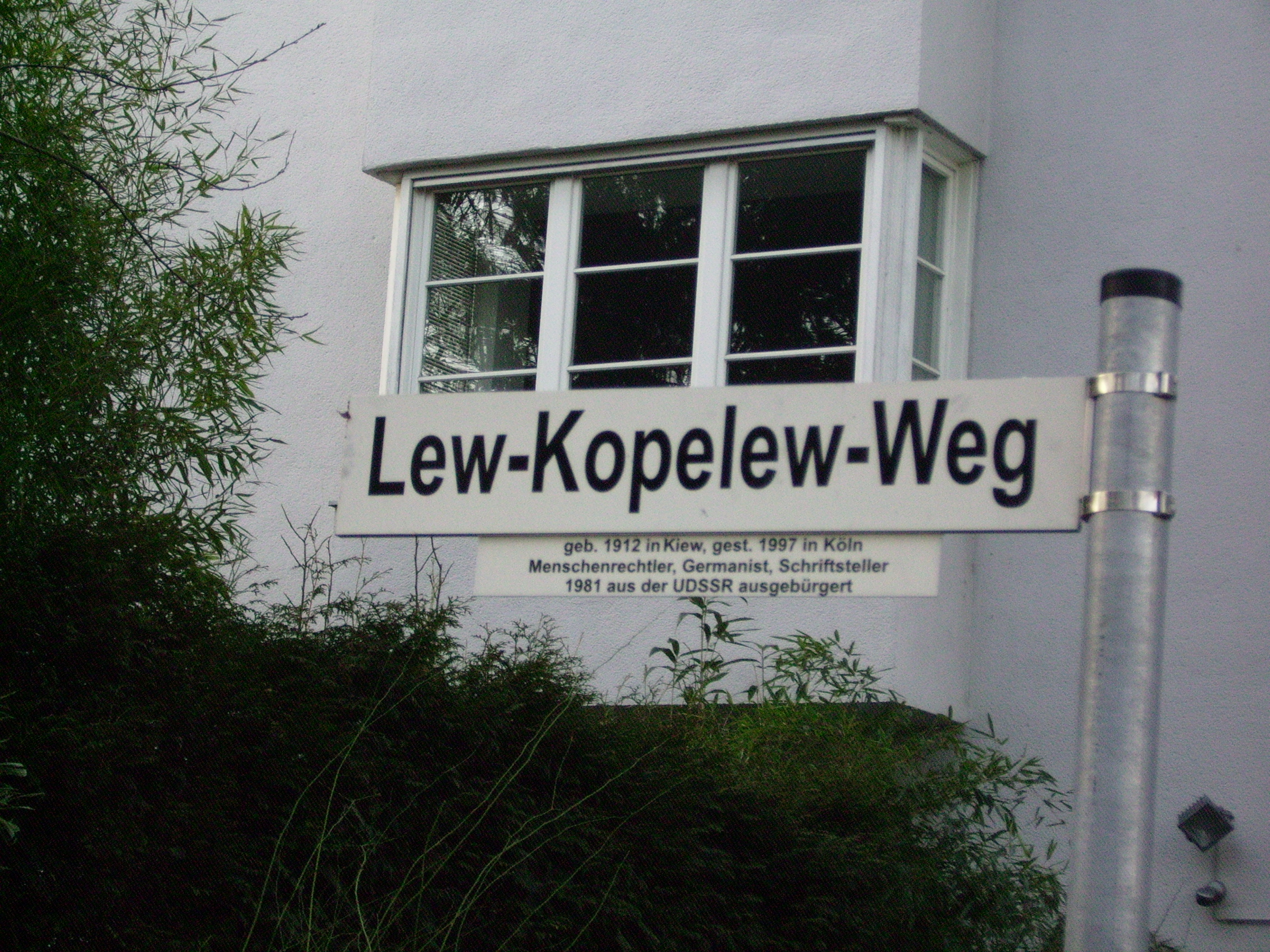
Der Lew-Kopelew-Weg in Köln

Ihm zum Gedenken wurde 1998 von seinen Freunden, dem WDR und der Kreissparkasse Köln in den Räumen der Kreissparkasse am Neumarkt das Lew Kopelew-Forum gegründet, das über sein Leben und Werk informiert und ein Veranstaltungs- und Ausstellungsprogramm zur deutsch-russischen Verständigung anbietet. Gefördert wird das Forum vom Land Nordrhein-Westfalen. Seit 2001 wird vom Forum der undotierte Lew-Kopelew-Preis vergeben.
Am 26. Januar 2009 wurde an der Neuenhöfer Allee in Köln direkt neben dem Haus, in dem die Kopelews seit 1984 wohnten, der Lew-Kopelew-Weg eingeweiht. Der Weg führt in den Beethoven-Park.
Der persönliche Nachlass des Ehepaars Kopelew/Orlowa ist gesplittet. Archivmaterialien aus der Zeit vor ihrer Emigration aus der Sowjetunion befinden sich im Staatlichen Russischen Literaturarchiv. Ihr privates Archiv aus der Zeit nach ihrer Emigration nach Deutschland wird im Archiv der Forschungsstelle Osteuropa an der Universität Bremen aufbewahrt.

## Werke (Auswahl)
- Сердце всегда слева Serdce vsegda sleva. 1960 (russisch, „Das Herz ist immer links“).
- «Фауст» Гёте «Faust» Gëte. 1962, DNB 577841939 (russisch).
- Леонгард Франк Leongard Frank. 1965 (russisch).
- Бертольд Брехт Bertol'd Brecht. 1966, DNB 560640439 (russisch).
- Zwei Epochen deutsch-russischer Literaturbeziehungen. S. Fischer Verlag, Frankfurt am Main 1973, ISBN 3-10-040601-X (94 S., Übersetzt von Heddy Pross-Weerth).
- Verwandt und verfremdet. Essays zur Literatur der Bundesrepublik und der DDR. S. Fischer Verlag, Frankfurt am Main 1976, ISBN 3-10-040602-8 (155 S., Übersetzt von Heddy Pross-Weerth, Heinz-Dieter Mendel).
- Autobiografie:
  - Teil 1: Und schuf mir einen Götzen. Lehrjahre eines Kommunisten. Hoffmann und Campe, Hamburg 1979, ISBN 3-455-03922-7 (423 S., russisch: И сотворил себе кумира I sotvoril sebe kumira. Übersetzt von Heddy Pross-Weerth, Heinz-Dieter Mendel).
  - Teil 2: Aufbewahren für alle Zeit! Nachwort von Heinrich Böll. Hoffmann und Campe, Hamburg 1976, ISBN 3-455-03920-0 (617 S., russisch: Хранить вечно Chranit' večno. 1975. Übersetzt von Heddy Pross-Weerth, Heinz-Dieter Mendel).
  - Teil 3: Tröste meine Trauer. Autobiographie 1947–1954. Hoffmann und Campe, Hamburg 1981, ISBN 3-455-03923-5 (410 S., russisch: Утоли моя печали Utoli moja pečali. Übersetzt von Heddy Pross-Weerth, Heinz-Dieter Mendel).
- Verbietet die Verbote! In Moskau auf der Suche nach der Wahrheit. Vorwort von Max Frisch. Hoffmann und Campe, Hamburg 1977, ISBN 3-455-03921-9 (124 S., russisch: О правде и терпимости O pravde i terlimosti. Übersetzt von Heddy Pross-Weerth, Heinz-Dieter Mendel).
- Ein Dichter kam vom Rhein. Heinrich Heines Leben und Leiden. Severin & Siedler, West-Berlin 1981, ISBN 3-88680-015-6 (509 S., russisch: Поэт с берегов Рейна. Жизнь и страдания Генриха Гейне Poėt s beregov Rejna. Žizn' i stradanija Genricha Gejne. Übersetzt von Helga Jaspers, Ulrich H. Werner).
- Kinder und Stiefkinder der Revolution. Unersonnene Geschichten. Deutscher Taschenbuch-Verlag, München 1983, ISBN 3-423-10109-1 (209 S., Übersetzt von Albert Knierim, Elisabeth Markstein).
- Im Willen zur Wahrheit. Analysen und Einsprüche. Vorwort von Gerd Ruge. Fischer Taschenbuch, Frankfurt am Main 1984, ISBN 3-596-24328-9 (294 S., Übersetzt von Heddy Pross-Weerth).
- Der heilige Doktor Fjodor Petrowitsch. Die Geschichte des Friedrich Joseph Haass, Bad Münstereifel 1780–Moskau 1853. Hoffmann und Campe, Hamburg 1984, ISBN 3-455-03924-3 (231 S., russisch: Святой доктор Фёдор Петрович Svjatoj doktor Fëdor Petrovič. Übersetzt von Heddy Pross-Weerth).
- Worte werden Brücken. Aufsätze, Vorträge, Gespräche 1980–1985. Mit einem Beitrag von Marion Gräfin Dönhoff. Hoffmann und Campe, Hamburg 1985, ISBN 3-455-08240-8 (252 S.).
- Der Wind weht, wo er will. Gedanken über Dichter. Nachwort von Werner Keller. Hoffmann und Campe, Hamburg 1988, ISBN 3-455-01886-6 (395 S.).
- Waffe Wort. Steidl Verlag, Göttingen 1991, ISBN 3-88243-200-4 (155 S.).
- Und dennoch hoffen. Texte der deutschen Jahre. Hoffmann und Campe, Hamburg 1991, ISBN 3-455-03925-1 (222 S.).
- Laudationes. Steidl Verlag, Göttingen 1993, ISBN 3-88243-272-1 (172 S.).
- Rußland – eine schwierige Heimat. Steidl Verlag, Göttingen 1995, ISBN 3-88243-354-X (70 S.).
- Sehnsucht nach Menschlichkeit. Der Briefwechsel 1969 bis 1997. Briefe und Dokumente, Texte und Fotos. Mit Christa Wolf. Hrsg.: Tanja Walenski. Steidl Verlag, Göttingen 2017, ISBN 978-3-95829-294-9 (357 S.).

Gemeinsam mit seiner Frau Raissa Orlowa publizierte er:
- Boris Pasternak. Radius-Verlag, Stuttgart 1986, ISBN 3-87173-718-6 (61 S.).
- Wir lebten in Moskau. Albrecht Knaus Verlag, München/Hamburg 1987, ISBN 3-8135-0537-5 (342 S., russisch: Мы жили в Москве My žili v Moskve (1). Übersetzt von Marianne Wieber).
- Zeitgenossen, Meister, Freunde. Vorwort von Klaus Bednarz. Albrecht Knaus Verlag, München/Hamburg 1989, ISBN 3-8135-0739-4 (253 S., russisch: Мы жили в Москве My žili v Moskve (2). Übersetzt von Eva Rönnau, Marianne Wieber).
- Wir lebten in Köln. Hoffmann und Campe, Hamburg 1996, ISBN 3-455-11070-3 (445 S., russisch: Мы жили в Кёльне My žili v Kël'ne. Übersetzt von Eva Rönnau).

Gemeinsame Publikationen mit Heinrich Böll:
- Warum haben wir aufeinander geschossen? Lamuv-Verlag, Bornheim 1981, ISBN 3-921521-29-7 (222 S.).
- Antikommunismus in Ost und West. 2 Gespräche. Bund-Verlag, Köln 1982, ISBN 3-7663-0537-9 (124 S.).
- Briefwechsel. Mit Heinrich Böll. Enthält ein Essay von Karl Schlögel. Hrsg.: Elsbeth Zylla. Steidl Verlag, Göttingen 2011, ISBN 978-3-86930-363-5 (749 S.).

Initiator und Herausgeber von: West-östliche Spiegelungen. Zehn Bände, Wilhelm Fink Verlag, 1985 bis 2006.
Reihe A: Russen und Rußland aus deutscher Sicht. Hrsg.: Lew Kopelew, Mechthild Keller:
- Band A1: 9.–17. Jahrhundert. 1985
- Band A2: 18. Jahrhundert: Aufklärung. 1987
- Band A3: 19. Jahrhundert: Von der Jahrhundertwende bis zur Reichsgründung. 1992
- Band A4: 19./20. Jahrhundert: Von der Bismarckzeit bis zum Ersten Weltkrieg. 2000
- Band A5: Deutschland und die russische Revolution. Hrsg.: Lew Kopelew, Gerd Koenen. 1998

Reihe B: Deutsche und Deutschland aus russischer Sicht. Hrsg.: Lew Kopelew, Dagmar Herrmann
- Band B1: 11.–17. Jahrhundert. 1988
- Band B2: 18. Jahrhundert: Aufklärung. 1992
- Band B3: 19. Jahrhundert: Von der Jahrhundertwende bis zu den Reformen Alexanders II.1998
- Band B4: 19./20. Jahrhundert: Von den Reformen Alexanders II. bis zum Ersten Weltkrieg. 2006
- Sonderband B: Deutsche und Deutschland in der russischen Lyrik des frühen 20. Jahrhunderts. 1988

Deutsch-russische Begegnungen im Zeitalter der Aufklärung (18. Jahrhundert). Wanderausstellung durch Deutschland und Rußland. Dokumentation. Hrsg. von Lew Kopelew, Karl-Heinz Korn, Rainer Sprung (1997)

## Auszeichnungen
- 1980 Friedrich-Gundolf-Preis
- 1981 Friedenspreis des Deutschen Buchhandels[7]
- 1983 Lessing-Ring zusammen mit dem Kulturpreis der deutschen Freimaurer
- 1991 Erich-Maria-Remarque-Friedenspreis, zusammen mit Anja Lundholm[8]
- 1991 Staatspreis des Landes Nordrhein-Westfalen
- 1992 Senatsmedaille für Kunst und Wissenschaft der Freien Hansestadt Bremen
- 1993 Goldene Goethe-Medaille der Goethe-Gesellschaft Weimar
- 2002 Der Asteroid (17579) Lewkopelew wurde nach ihm benannt.

## Ausstellungen
- 2012: „Worte werden Brücken“. Lew Kopelew 100. Geburtstag (eine Ausstellung des Heinrich-Böll-Archivs in Kooperation mit der Heinrich-Böll-Stiftung, Berlin, und dem Lew-Kopelew-Forum, Köln), Zentralbibliothek Köln (Literaturwelt)[9]